# Isaac Voss

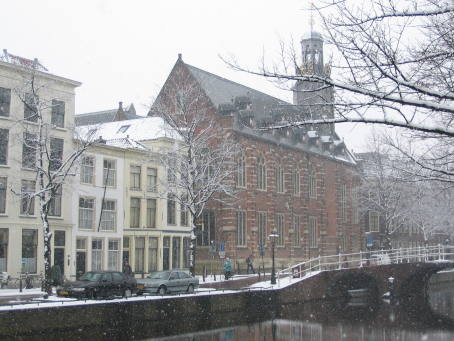
Universidad de Leiden.

Isaac Voss o Isaac Vossius (Leiden, 1618 – Londres, 21 de febrero de 1689) fue un erudito holandés, del siglo XVII conocido sobre todo por la biblioteca privada que consiguió reunir, y que incluía preciados manuscritos (códices) anteriores a la invención de la imprenta.
Dicha biblioteca fue legada tras su muerte a la Universidad de Leiden.
- Los Vossio son familia de origen sefardí según indica José Amador de los Ríos:

«Desde que la reina Cristina, saliendo de su minoridad, ascendió al trono de Suecia, recibieron en aquel reino una singular protección las ciencias y las letras: convocó aquella insigne muger a su corte todos los sabios de extrañas naciones y prometiéndoles honores y riquezas, logró en poco tiempo dar un grande impulso a la cultura de su país, promoviendo todos los ramos de la instrucción pública.

Señalándose los judíos españoles, que en aquella corte moraban, por su grande amor a las ciencias, quiso también aquella admirable reina darles pruebas de aprecio y a pesar de su celo por la religión cristiana, que la llevó hasta el punto de abdicar la corona, para abrazar más libremente el catolicismo, dispensó á los judíos todo género de honras y distinciones, confiándoles los destinos públicos de mayor consideración e importancia.

Así, se la vio nombrar su Gentil hombre de Cámara y su Secretario a Isahak Vossio [...] y designar a Isahak Sénior Teixeira para que la representase en la populosa ciudad de Hamburgo, como su ministro residente.»

## Datos biográficos

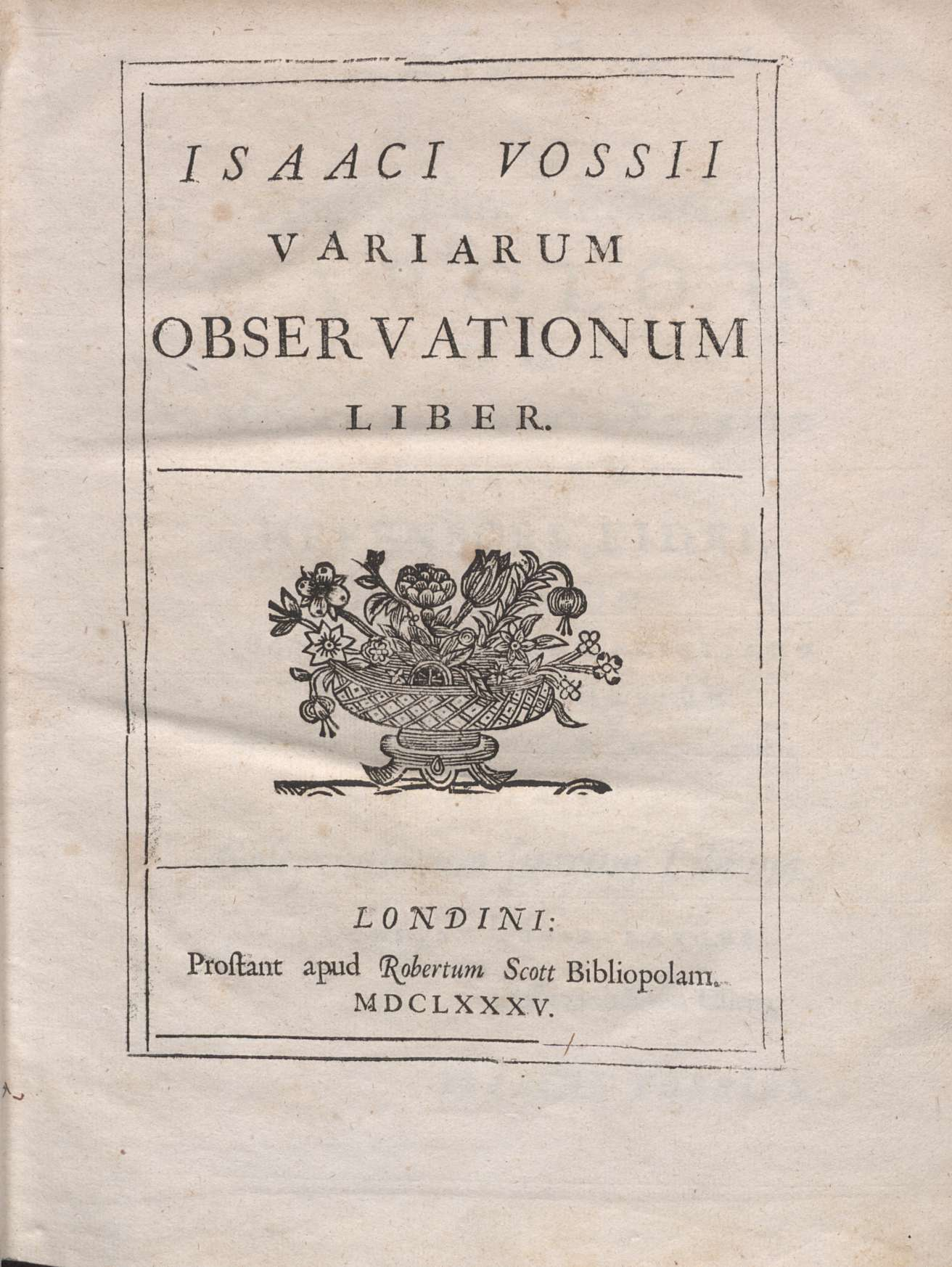
Variarum observationum liber, 1685

Nació en Leiden, y es el hijo de Gérard Vossius; a la muerte de este, rechazó el cargo que dejó vacante su padre, para dedicarse totalmente al estudio.
Más tarde pasó a Suecia, donde fue el bibliotecario de Cristina de Suecia, así como su maestro de idioma griego.
Debió sufrir los efectos de las intrigas de Claude Saumaise (importante personaje de su época), aunque por otra parte logró diversas gratificaciones de Louis XIV.
Habiendo sido nombrado canónico secular (Canon-Professor) de Windsor por parte de Charles II, se radicó en Inglaterra donde finalmente murió.
Como obras escritas dejó:
- De poematum cantu et viribus rhythmi, Oxford, 1673, donde trata de la alianza entre la poesía y la música;
- De Nili et aliorum fluminum origine, La Haya, 1666;
- De septuaginta interpretibus, 1661, donde se refiere a una interpretación de la biblia hebrea en griego (Septuaginta);
- De Sibyllinis oraculis, 1679;
- Variarum observationum liber, 1685;
- Edición de Gayo Valerio Catulo, Londres, 1684;
- Edición de Escílax de Carianda;
- Edición de Pomponio Mela.